# Matang Kumbang (Makmur)
Matang Kumbang is een bestuurslaag in het regentschap Bireuen van de provincie Atjeh, Indonesië. Matang Kumbang telt 662 inwoners (volkstelling 2010).